# Państwowa stadnina koni w Mezőhegyes

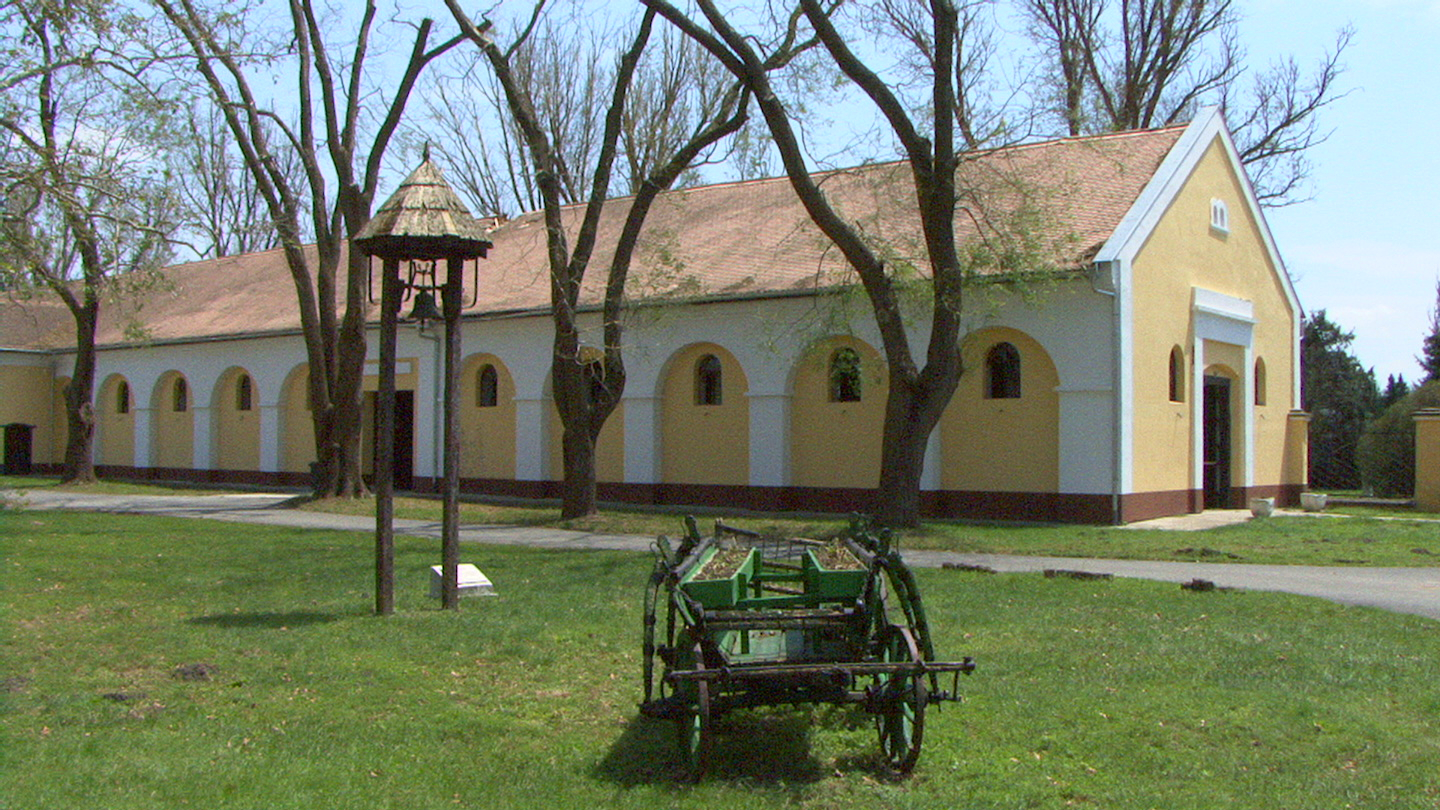
stadnina koni w Mezőhegyes

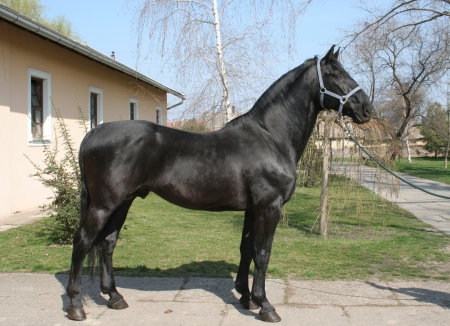
Koń rasy nonius

Państwowa stadnina koni w Mezőhegyes – stadnina koni w mieście Mezőhegyes, najstarsza na Węgrzech, została założona w 1784 przez cesarza Józefa II Habsburga, stając się jednym z najważniejszych ośrodków hodowli koni. Jej zadaniem była hodowla koni dla celów wojskowych, skąd armii dostarczano tzw. remonty. Hodowano tu m.in. rasy Nonius i Gidran. W tej stadninie wskutek licznych krzyżowań powstała rasa koni Furioso. Do dziś zachowały się stajnie i zabudowania z XVIII w..